# Neoharriotta
Neoharriotta ist eine aus drei Arten bestehende Gattung aus der Familie der Langnasenchimären (Rhinochimaeridae) in der Ordnung der Seekatzen (Chimaeriformes). Die Fische kommen in der Karibik, an der Westküste Afrikas und im Arabischen Meer und an der Küste Somalias und Sokotras vor.

## Merkmale
Neoharriotta-Arten erreichen Körperlängen von 73 bis 130 cm. Sie sind einheitlich grau, hell- oder dunkelbraun gefärbt oder graubraun marmoriert. Der Kopf ist im Allgemeinen dunkler als der Rumpf und die Schnauze und die paarigen Flossen sind an der Unterseite heller. Der Körper ist langgestreckt, verjüngt zum Schwanz hin immer mehr und der Schwanz läuft in einem dünnen, fadenförmigen Filament aus. Der Kopf ist relativ groß, die Schnauze ist sehr lang und endet in einer kleinen Spitze. Die Augen sind relativ groß und oval. Die Nasenöffnungen sind länger als breit und das Maul ist relativ klein. Die Zahnplatten sind dick, stark mineralisiert und mit transvers stehenden Graten versehen. Die Seitenlinienorgane auf den Körperseiten verlaufen gerade, nicht wellenförmig. Auf dem Kopf können sie nah zusammen verlaufen oder weit auseinander stehen. Die Brustflossen sind kurz und breit, die Bauchflossen sind breit und abgerundet. Die erste Rückenflosse hat eine kurze Basis. Vor ihr liegt ein gesägter Stachel, der etwas höher oder genau so hoch ist wie die erste Rückenflosse. Er ist meist gerade, kann aber auch leicht gebogen sein. Die zweite Rückenflosse ist lang und ihr oberer Rand ist konvex. Ihr vorderer Abschnitt kann eben so hoch sein wie die erste Rückenflosse. Eine Afterflosse ist vorhanden und vom ventralen Schwanzflossensaum durch eine Einkerbung getrennt. Der Schwanz der Fische besteht aus einer oberen und einer unteren Schwanzflosse und einem langen, fadenförmigen Filament am Ende. Die untere Schwanzflosse ist für gewöhnlich höher als die obere.
Neoharriotta-Arten sind ovipar. Da sie in größeren Tiefen leben ist über ihr Verhalten und ihre Lebensweise kaum etwas bekannt.

## Arten
Zu Neoharriotta gehören drei Arten:
- Neoharriotta carri Bullis & Carpenter, 1966
- Neoharriotta pinnata (Schnakenbeck, 1931) (Typusart)
- Neoharriotta pumila Didier & Stehmann, 1996

## Belege
1. 1 2  Neoharriotta carri auf Fishbase.org (englisch)
2. 1 2  Neoharriotta pinnata auf Fishbase.org (englisch)
3. 1 2 3 4  Neoharriotta pumila auf Fishbase.org (englisch)
4. ↑  David A. Ebert: Deep-Sea Cartilaginous Fishes of the Southeastern Atlantic Ocean. FAO Species Catalogue for Fishery Purposes No. 9, ISBN 9789251087718, Seite 203.
5. ↑  Neoharriotta auf Fishbase.org (englisch)